# Distrikt Nuevo Imperial
Der Distrikt Nuevo Imperial liegt in der Provinz Cañete in der Region Lima in Südwest-Peru. Der Distrikt wurde am 22. Juni 1962 gegründet. Er besitzt eine Fläche von 320 km². Beim Zensus 2017 wurden 27.440 Einwohner gezählt. Im Jahr 1993 lag die Einwohnerzahl bei 13.136, im Jahr 2007 bei 19.026. Die Distriktverwaltung befindet sich in der 132 m hoch gelegenen Stadt Nuevo Imperial mit 6469 Einwohnern (Stand 2017). Nuevo Imperial liegt 7,5 km östlich der Provinzhauptstadt San Vicente de Cañete.

## Geographische Lage
Der Distrikt Nuevo Imperial liegt im Südosten der Provinz Cañete. Der Distrikt liegt an der Westflanke der peruanischen Westkordillere. Er hat eine maximale Längsausdehnung in SSW-NNO-Richtung von 35 km. Der Río Cañete verläuft im äußersten Süden des Distrikts entlang der Distriktgrenze nach Westen. Der Distrikt reicht bis zu 7 km an die Pazififikküste heran.
Der Distrikt Nuevo Imperial grenzt im Südwesten an den Distrikt Imperial, im Westen an den Distrikt Quilmaná, im Norden an den Distrikt Tauripampa (Provinz Yauyos), im Osten an die Distrikte Pacarán und Lunahuaná sowie im Süden an den Distrikt San Vicente de Cañete.

## Orte im Distrikt
Im Distrikt Nuevo Imperial gibt es neben dem Hauptort Nuevo Imperial folgende Städte und größere Orte:
- Augusto Bernardino Leguia (2347 Einwohner)
- Cantera (2677 Einwohner)
- Carmen Alto (3910 Einwohner)
- La Florida (2622 Einwohner)
- Pueblo Nuevo de Conta Roma (4700 Einwohner)
- Santa Maria Alta (1737 Einwohner)